# Brenner Autobahn
Brenner Autobahn (także Autobahn A 13)  – autostrada w Austrii w ciągu trasy europejskiej E45. Łączy Innsbruck (autostrada A12) z przełęczą Brenner i dalej z Modeną we Włoszech.
Autostrada została wybudowana w latach 60. XX wieku jako jedna z pierwszych na świecie autostrad przez góry. Jest najważniejszą (i z geologicznego punktu widzenia najtrudniejszą) częścią szlaku z Monachium do Modeny. Kończy się na przełęczy Brenner, która już w czasach rzymskich była jedną z najczęściej wykorzystywanych przełęczy leżących w głównym łańcuchu Alp.
Autostrada zaczyna się na węźle Amras w Innsbrucku na trasie A12. Dodatkowo jest zbudowane też połączenie z węzłem Wilten 3 km. na wschód od węzła Amras, też oznakowane jako A13. Tak więc dla jadących od strony Salzburga i Monachium początek autostrady jest w węźle Wilten.
Na trasie autostrady znajduje się most Europabrücke. Ma on 1837 m długości, wysokość najwyższego z jego filarów wynosi 146 m, zaś największa wysokość mostu nad dnem doliny ma 190 m. Od zbudowania w 1963 do 2004 był najwyższym mostem Europy.
Przejazd autostradą od węzła Patsch-Igls do granicy włoskiej wymaga opłaty. Punkt poboru opłat znajduje się przy węźle Schönberg im Stubaital.